# Friedrich Kodweiss
Friedrich Kodweiss (* 24. Januar 1802 in Cannstatt; † 25. Dezember 1866 in Hainburg, Niederösterreich) war ein deutscher Chemiker.

## Leben
Kodweiss, der ein Großneffe der Mutter Schiller war, wurde von seinem 6. bis zu seinem 15. Lebensjahr von einem Hauslehrer unterrichtet. Danach erlernte er in Darmstadt die Pharmazie, konditionierte an verschiedenen Orten und ging 1823 an die Universität Heidelberg. Dann bestand er nach einem Jahre in Darmstadt das Apothekerexamen.
Man übertrug ihm im Großherzogtum Hessen die Verwaltung einer Apotheke. Um sich erneut dem Studium der Naturwissenschaften widmen zu können, ging er 1829 an die Universität Gießen, wo er 1830 zum Dr. phil. promoviert wurde. Er war kurz bei Justus von Liebig in Gießen tätig und übernahm dann als Verwalter eine Zuckerfabrik bei Kuchelbad in Böhmen. Auf Empfehlung von Liebig kam er 1853 als Chemiker an eine Tabakfabrik in Hainburg.
In Böhmen war Kodweiss als Berater bei der Errichtung von Zuckerfabriken tätig und entwickelte eine Methode der Saftabklärung mit Kalk, die in allen böhmischen Zuckerfabriken eingeführt wurde. Auch auf dem Gebiet der Tabakfabrikation führte Kodweiss verschiedene technische Verbesserungen ein.

## Veröffentlichungen
- Kurzgefasste Beschreibung der Darstellung des Runkelrübenzuckers in der Hochfürstlich Oettingen-Wallerstein’schen Fabrik zu Kuchel. Prag 1834.